# The Society of the Friends of St George's and Descendants of the Knights of the Garter

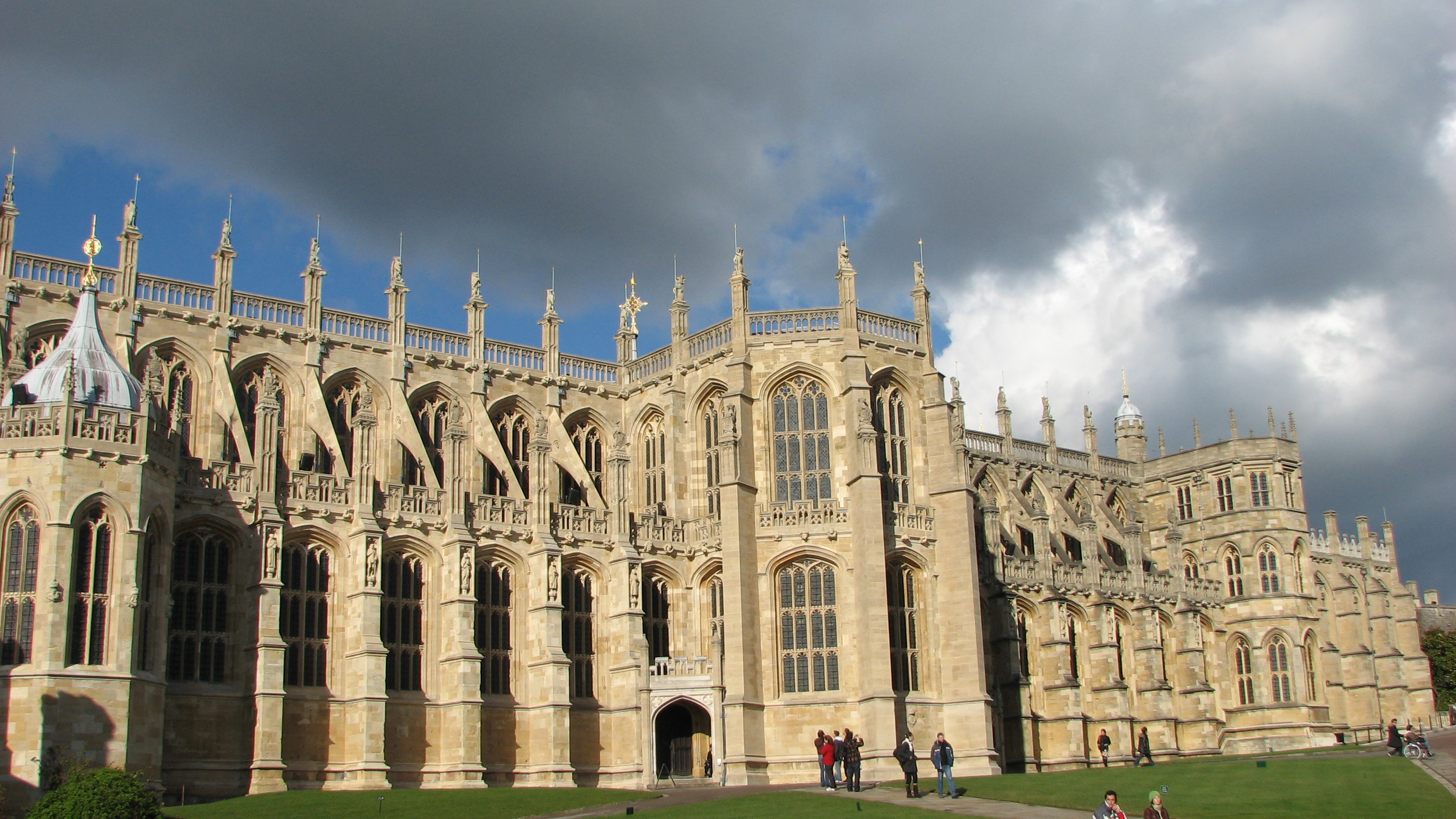
La Cappella di San Giorgio a Windsor

The Society of the Friends of St George's and Descendants of the Knights of the Garter (Società degli amici di San Giorgio e dei discendenti dei cavalieri della Giarrettiera) è una fondazione caritatevole inglese creata nell'ambito del Collegio di San Giorgio di Windsor. La società comprende più di 5.000 membri nel mondo (ed infatti oltre 900 costituiscono la parallela associazione americana) ed ha lo scopo di "proteggere, preservare e migliorare" la collegiata, la sua cappella, l'Ordine della Giarrettiera e di prestare assoluta fedeltà al monarca inglese.
L'associazione si preoccupa fisicamente del mantenimento della cappella, compiendo restauri a proprie spese. Nel 2009 ha scelto di pulire e restaurare la finestra occidentale della cappella che è una delle più grandi in tutta l'Inghilterra, con i suoi vetri policromi tardo medievali. Nel 2007 aveva pulito e riparato la facciata occidentale della cappella, comprese le torrette, gli archi rampanti e le opere in pietra del XVI secolo.

## Storia
Un gruppo conosciuto col nome di "Associazione dei discendenti dei cavalieri della Giarrettiera" venne fondato negli anni '20 del XX secolo ed era composto da cavalieri e dame dell'ordine e dai loro discendenti. Un altro gruppo conosciuto col nome di "Amici di San Giorgio" venne fondato nel 1931 per sostenere i progetti relativi al mantenimento della chiesa madre dell'ordine sia come centro artistico che religioso. I due gruppi si unirono nel 1934 col beneplacito del Re.
La nuova società venne fondata con la missione di continuare ad occuparsi della collegiata e la sua cappella, condividendo con l'ordine, che lì si riunisce, il santo patrono, il motto, e le insegne. Nel 1966 mutò nome quando la Charity Commission for England and Wales la designò come associazione

## Incarichi e membri
La fondazione gode del personale patronato della regina Elisabetta II e del presidente dell'associazione il principe Carlo del Galles.
Tutti i membri dell'associazione, al momento della loro iscrizione, ricevono i seguenti privilegi:
- Una copia dell'annuale Annual Review che include il riassunto delle opere condotte dall'associazione
- Pubblicazione del proprio nome sul Book of Honour della società che si trova permanente nella cappella
- Entrata gratuita alla cappella durante gli orari di apertura del castello
- Sconti e prezzi convenienti sui prodotti ufficiali del Regno Unito
- Invito a partecipare all'incontro annuale generale dell'associazione ed al festival che si tiene in maggio, nonché al "Garter Service", nonché a tutti gli eventi di rilievo che hanno luogo nella cappella.